# اندیس سریم (۲ M)
سریم(۲ M ) یک اندیس غیرفلزی است که در حوالی شهر بندر خمینی استان خوزستان قرار دارد و مادهٔ معدنی موجود در آن، صدف آهکی است.سنگ میزبان این اندیس آهک است  